# Geórgios Ávlichos
Geórgios Ávlichos (grec moderne : Γεώργιος Άβλιχος ; né à Lixouri en 1842 et mort à Argostoli en 1909) est un peintre grec s'adonnant également à la poésie et à la musique.
Sa famille est d'origine allemande sous le nom Aulich. Un de ses proches parents est le poète et anarchiste Mikelis Avlichos (en). Il étudie la peinture à l'université des études libérales de Naples avant de les poursuivre en Allemagne d'où il s'installe définitivement sur l'île de Céphalonie.
Il écrit en démotique un drame poétique La Destruction de Psara, représenté à Argostoli en 1888.
Il est l'un des premiers à s'éloigner du strict réalisme classique. Sa peinture est essentiellement consacrée à des portraits et à des tableaux de genre.

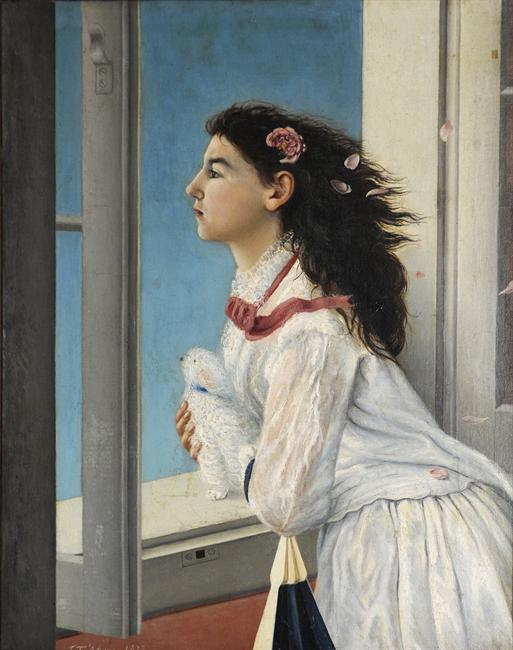
G. Avlichos, Jeune fille à la fenêtre (1877). Huile sur toile, 63 × 50. Galerie nationale - Musée Alexandre Soutzos.